# Абсарока (предлагаемый штат США)
Абсарока (англ. Absaroka) — территория в США, объединяющая север Вайоминга, юг Монтаны и запад Южной Дакоты. В 1939 году местные активисты потребовали сецессии Абсароки от вышеупомянумых штатов и предоставления ей статуса штата США.
Жалобы региона исходили от владельцев ранчо и независимых фермеров в отдалённых частях трёх штатов, которые возмущались Новым курсом и контролем демократов над правительствами штатов, особенно над правительством Вайоминга. Одним из лидеров сепаратистского движения был А. Р. Свикард, уличный комиссар Шеридана, который провозгласил себя «губернатором» и начал выслушивать жалобы в «столице» Шеридане. Также одной из причин для сепаратистов было желание сохранить доходы от туризма: гора Рашмор (построенная в 1927–1941 гг.), популярная достопримечательность, должна была находиться на территории Абсароки. Началось распространение автомобильных номерных знаков Абсароки, был проведён конкурс «Мисс Абсарока 1939».
Движение за отделение было неудачным и довольно недолговечным. Основным свидетельством его существования является книга «Wyoming: A Guide to Its History, Highways, and People» Федерального писательского проекта, которая включала рассказ о планировавшемся штате как о примере западной эксцентричности.